# ハンブルク大学
ハンブルク大学（英語: University of Hamburg、公用語表記: Universität Hamburg）は、ハンブルクに本部を置くドイツの国立大学。1613年創立、1919年大学設置。
2021年時点で、ドイツ研究振興協会の研究助成プログラム「エクセレンス・イニシアチブ」により、ドイツにおける「エクセレンス大学(Exzellente Universitäten)」と呼ばれるエリート大学の1つに指定されている。ノーベル賞受賞者を7名、ウルフ賞受賞者を1名輩出している。

## 沿革
1919年4月1日にヴィルヘルム・シュテルンらによって設立された。元々はハンブルク市長ヴェルナー・フォン・メレがハンブルクの既存の教育機関を大学に統合したのがその始まりである。1907年にハンブルク科学財団が設立された。大学の本館は1911年、ハンブルクの資産家エドマンド・ジーメルにより建設、寄贈された。現在、本館には人文科学部（学部長室、歴史学研究所、アジア・アフリカ学研究所など）がある。
第一次世界大戦後、1919年にヴェルナー・フォン・メレが市長、大学学長に選出され、ハンブルク大学に関する暫定的な法律が可決された。正教授の数は19人から39人に増え、州立研究所、植民地研究所などが大学として統合された。ハンブルク市内のエッペンドルフ総合病院は、1934年に大学病院となった。第二次世界大戦前はナチスの台頭によって支配され、ユダヤ系だったシュテルンら創業者はオランダに逃れ、アメリカ合衆国に移住した。現在、ハンブルク大学は40,000人の学生と共に、北ドイツ最大の学術機関となっている。

## 国際的評価
- 英THE世界大学ランキング　総合ランク　世界136位
  - 「芸術・人文科学部門」　世界98位
  - 「法学部門」　世界42位

※2024年時点

## 学部
ハンブルクの中心部であるローターバウム（Rotherbaum）にキャンパスがある。8学部あわせて27の学科と研究センターを持つ。
- 法学部 
  - 公法
  - 刑法・犯罪学
  - 市民法
- ビジネス・経済・社会科学部 
  - 社会科学
  - 経済学
  - 社会経済学
- 医学部
- 教育科学・心理学・スポーツ科学部
  - 一般・多文化・国際比較教育学
  - 初等中等教育・社会教育・特別支援教育学、教育指導向け心理学
  - 専門教育学、生涯学習
  - 言語・美的分野教育学
  - 社会科学、数学、自然科学教育学
- 人文科学部
  - プロテスタント神学
  - カトリック神学
  - 言語文学メディア学I
  - 言語文学メディア学II
  - 歴史学
  - 哲学
  - 文化芸術研究
  - アジアアフリカ学
- 数学・情報科学・自然科学部
  - 生物学
  - 化学
  - 地球システム科学
  - 情報学
  - 数学
  - 物理学

- 心理学部・人間運動学部 
  - 心理学
  - 人間運動科学

- 経営学部（ハンブルクビジネススクール）

## 関係者

### 出身者
- ヨハネス・ハンス・イェンゼン - 物理学者、ノーベル物理学賞受賞者
- エルンスト・イジング - 物理学者
- ユルゲン・エーラース - 物理学者、マックス・プランク・メダル受賞者
- ハンス・マグヌス・エンツェンスベルガー - 詩人、作家
- ハンス・クレブス - 化学者・生理学者、ノーベル生理学医学賞受賞者
- ハラルト・ボーデ - 電子楽器開発者
- ジークフリート・レンツ - 文学者
- イルメラ・日地谷・キルシュネライト - 文学者（日本文学）

- レオ・シュトラウス - 哲学者
- ペーター・スローターダイク - 哲学者
- ゲルハルト・カスパー - 法学者、スタンフォード大学学長
- ペーター・シュトルック - 政治家、国防相
- ヘルムート・シュミット - 政治家、SPD党首、連邦首相
- オラフ・ショルツ - 政治家、SPD党首
- ラルフ・ダーレンドルフ - 政治家・社会学者
- ロベルト・ハーベック - 作家、政治家、緑の党党首
- アンナレーナ・ベアボック - 政治家、緑の党党首
- オーレ・フォン・ボイスト - 政治家、ハンブルク州首相（市長）
- リヒャルト・ゾルゲ - 政治活動家
- クロード・シュヴァレー - 数学者
- マックス・アウグスト・ツォルン - 数学者
- 陳省身 - 数学者
- イモーブッシュマン-  ポルシェジャパンの社長

### 教員その他
- 東中野修道 - 客員研究員